# Rawell
Rawell é um leão de 300 quilos brasileiro que ficou famoso após ser roubado numa cidade do interior de São Paulo. Hoje esta no zoo de Curitiba.

## Caso
Após ser notificado pelo IBAMA sobre a posse e tutoria de animal sem as devidas condições, Ary Marcos Borges da Silva, dono do leão, entregou o mesmo, a revelia, para o Criadouro Conservacionista São Francisco de Assis, em Monte Azul Paulista. Novamente foi notificado, pois como fiel depositário do felino, Silva não poderia ter cedido ou doado Rawell para o criadouro em São Paulo. Para tentar consertar um dos problemas, Ary sequestrou o animal na calada da noite e o levou, novamente para sua propriedade, em Maringá. A atitude forçou o IBAMA acelerar o processo e retirar o animal de Ary e entregar ao zoológico de Curitiba.
Em 2016, o médico Oswaldo Garcia Junior, dono do Criadouro Conservacionista São Francisco de Assis, entrou na justiça alegando ser o dono de Rawell, justificando possuir um termo de doação assinado pelo antigo proprietário, para ter a volta o leão ao seu criadoro.
Com a morte do leão Simba, em 2020, Rawell tornou-se o principal felino macho do Jardim Zoológico de Curitiba.